# Massaker von Dramljowa
Das Massaker von Dramljowa am 11. September 1942 war ein nationalsozialistisches Kriegsverbrechen der deutschen Besatzer in dem weißrussischen Dorf Dramljowa (russisch Дремлево), rund 30 Kilometer nordöstlich von Brest.
Im Morgengrauen des 11. September 1942 stürmte eine Strafabteilung der Schutzstaffel (SS) in Autos in das Dorf. Unter Androhung des Todes trieb die SS-Einheit alle Dorfbewohner in die Scheune und plünderten Häuser und Höfe. Das Dorf wurde anschließend niedergebrannt und die 190 Einwohner des Ortes gegen 10 Uhr erschossen. Nach anderen Quellen starben 286 Einwohner.
Im Jahr 1982 wurde eine Gedenkstätte an der Stelle des ehemaligen Dorfes eingerichtet. Vor einem aufgeschütteten Erdhügel steht ein Mahnmal von drei trauernden Frauen unterschiedlichen Alters. Die Bronzefiguren sitzen auf montierten Felsblöcken. In der Nationalen Gedenkstätte der Republik Belarus wurde Erde aus dem Dorf in einem Gräberfeld „bestattet“.